# Лев Толстой в Чечне

Памятник Толстому на территории Литературно-этнографического музея Л. Н. Толстого в станице Старогладовской.

Лев Толстой в Чечне — период жизни и творчества Толстого с июня 1851 по январь 1854 года. Здесь он написал одно из своих первых произведений — повесть «Детство» (издана в 1852 году). Впечатления от пребывания в Чечне дали писателю пищу для создания опубликованных позже повестей «Казаки» (1863) и «Хаджи-Мурат» (1912), рассказов «Кавказский пленник» (1872), «Рубка леса» (1855), «Набег» (1853) и ряда других произведений.

## История

### 1851 год
27 мая Лев Толстой со своим старшим братом Николаем, продолжая свой путь из Ясной Поляны на Кавказ, выехали верхом из Астрахани в Кизляр. 30 мая они прибыли в станицу Старогладовская (которая в то время называлась Старогладковская). 3 июня в конторской книге Лев Толстой начал писать дорожный очерк о переезде с братом на лодке через Волгу из Саратова в Астрахань. 6 июня Толстые прибыли в Горячеводский редут. Здесь располагались горячие минеральные источники, были организованы минеральные ванны. Гарнизон состоял из двух пехотных рот с двумя орудиями.
В конце июня 1851 года Толстой вызвался добровольцем для участия в набеге на чеченский аул. По дороге отряд заночевал в крепости Грозной, где Толстой был представлен начальнику Левого фланга Кавказской линии генералу Барятинскому, который разрешил ему участвовать в походе. Эти события впоследствии были отражены Толстым в рассказе «Набег». Примерно в это же время он подружился с жителем Старого Юрта Садо Мисербиевым. Также он решил продолжить службу на Кавказе, но не определился какую именно — военную или гражданскую.
В июле Толстой начинает писать повесть «Детство», переводить (вероятно «Сентиментальное путешествие по Франции и Италии» Лоренса Стерна), читает роман Жорж Санд «Орас», ездит в Дагестан. В августе в его дневнике впервые упоминается казак Епифан Сехин (Япишка), который стал прототипом Ерошки в повести «Казаки». В том же месяце Толстой с Япишкой едут в Хасавюрт в штаб-квартиру Кабардинского пехотного полка. Тогда же он начинает изучать кумыкский язык (который, однако, Толстой в своём дневнике называет татарским), бывший в то время языком межнационального общения на Северном Кавказе.
25 октября Толстые едут в Тифлис, чтобы поступить на военную службу. Они проехали через Ингушетию, Осетию и Хевсуретию. По дороге он поднялся на вершину Квенем-Мты, что осмотреть грузинский монастырь. 1 ноября братья прибыли в Тифлис и поселились в немецкой колонии (ныне — почти центр города). 9 ноября они тронулись в обратный путь. 15 ноября вышел высочайший указ об увольнении Толстого от гражданской службы, который, однако, до самого Толстого дошёл лишь в марте следующего года. В ноябре-декабре писатель завершил работу над первой редакцией «Детства». В конце декабря Толстой подал прошение начальнику артиллерии отдельного Кавказского корпуса принять его на службу в артиллерийскую бригаду. Примерно в это же время Садо Мисербиев выиграл у одного из офицеров — сослуживцев Толстого, — проигранные писателем векселя и вернул их владельцу.

### 1852 год
3 января Толстой сдал экзамен на звание юнкера и был зачислен на службу фейерверкером 4-го класса. 14 января он возвратился в Старогладовскую и начал военную службу. Почти сразу же он участвует в походе к верховьям реки Гойта и сражении в Урус-Мартановском урочище. Затем он участвует в прокладке просек к горным аулам, стычках с горцами и в конце января возвращается в Старогладовскую. В феврале следует новый поход, в ходе которого прорубаются просеки к чеченским селениям, происходят столкновения с местными жителями. В начале 1852 года Толстой участвует в сражении при атаке горцев на реке Мичик. В этом сражении он едва не был убит ядром, ударившим в колесо пушки, которую он наводил. В дневниковых записях этого времени обнаружены две чеченские женские свадебные песни, записанные кириллицей и переведённые на русский. Эти песни являются одной из первых записей чеченского фольклора.
В марте Лев Толстой начал работать над новой редакцией «Детства». 29 марта он записал в дневнике:
всё меня мучат жажды… не славы — славы я не хочу и презираю её, а принимать большое влияние в счастии и пользе людей.
Знакомый Толстого чеченец Балта Исаев рассказал ему историю гибели чеченской семьи во время разгрома аула. Этот рассказ заставил писателя окончательно отойти от детского взгляда на войну и задуматься о её причинах. Он начал работу над новым рассказом, впоследствии названном «Набег». В течение апреля писатель читал книги, переводил «Сентиментальное путешествие», охотился, ездил к Каспию, бывал в соседних сёлах, слушал рассказы местных жителей. В мае Толстой поехал в Пятигорск для лечения на водах и пробыл здесь до начала июля. Здесь же он начал писать рассказ «Письмо с Кавказа», впоследствии переименованный в «Набег». В Пятигорске он посещает Провал, редактирует рукописи «Набега» и «Детства», читает «Историю Англии» Дэвида Юма и «Эмиля» Жан-Жака Руссо, отправляет в журнал «Современник» рукопись «Детства».
В июле Толстой поехал в Железноводск, где читал «Исповедь» Жан-Жака Руссо, «Описание Отечественной войны 1812 года» Михайловского-Данилевского, завершил первую редакцию «Письма с Кавказа». Он познакомился с петрашевцем А. И. Европеусом. Здесь же он задумал русский помещичий роман, впоследствии ставший «Утром помещика». В августе писатель переезжает в Пятигорск, а затем в Старогладовскую. Он начинает переписывать «Письмо с Кавказа», читает «Политика» Платона и «Об Общественном договоре» Руссо. 29 августа он получил письмо от редактора «Современника» Н. А. Некрасова, которое привело Толстого в восторг.
В сентябре Толстой ответил на письмо Некрасова. В том же месяце вышел очередной номер «Современника» в котором была опубликована повесть Толстого «Детство». 10 сентября он поехал на лечение в Кизляр, откуда вернулся через неделю. Вскоре у него сложилось окончательное представление о помещичьем романе и он приступил к его написанию. Также он в этот период читал английскую историю, изучал геометрию.
В октябре Толстой сформулировал для себя две главных задачи: улучшение жизни крепостных крестьян и литературный труд. Он приходит к решению оставить военную службу, которая мешает работе над этими задачами. Тогда же у Толстого возникает замысел «Кавказских очерков». Он начал писать очерк «Поездка в Мамакай-юрт», который, однако, остался незавершённым. Толстой читает свою повесть в «Современнике» и остаётся недоволен изменениями, внесёнными в текст, о чём пишет в двух резких письмах Некрасову, которые, однако, не отправляет.
В ноябре Толстой прочёл критику своей повести (видимо, речь о статье С. С. Дудышкина в «Отечественных записках»), которая его порадовала. В сдержанном письме Некрасову он просит в дальнейшем ничего не менять в своих произведениях. Толстой начинает писать «Отрочество», часто охотится. В декабре он отправил Некрасову «Набег».

### 1853 год
В январе-феврале Толстой участвует в походе. Колонна прошла из Старогладовской по маршруту Червлённая — крепость Грозная — Куринское укрепление, где происходил сбор войск. Во время пребывания в Грозной Толстой написал рассказ «Святочная ночь» (остался незавершённым). Отряд двинулся в горы по реке Мичик, прорубал просеки к чеченским аулам. За участие в артиллерийском обстреле сёл Аку-юрт, Большой и Малый Гурдалой писатель был представлен к производству в прапорщики. Брат Толстого Николай вышел в отставку.
7 марта за неявку на караул Толстой был арестован. На следующий день производилась раздача Георгиевских крестов и Толстой, как арестованный, оказался обойдён, что его несколько огорчило. Затем до конца марта находился в лагере на реке Гудермес.
В апреле он продолжал писать (рассказ «Святочная ночь», стихотворение «Эй, Марьяна»). В апреле же Толстой получил номер «Современника» с опубликованным в нём рассказом «Набег». Рассказ был переработан цензурой и печатный вариант расстроил писателя. В мае брат Николай оставил службу и уехал домой. В конце мая Лев Николаевич сам подал прошение об оставлении службы.
В середине июня группа офицеров, в составе которой был и Толстой, выехала из Воздвиженской в Грозную. В дороге Толстой со своим другим Садо Мисарбиевым отделились от группы и в Ханкальском ущелье подверглись нападению со стороны сторонников Шамиля. Им с трудом удалось уйти от преследования. В конце июня у Толстого появился замысел произведений «Дневник кавказского офицера» и «Беглец» (впоследствии опубликованном под названием «Казаки»). Тогда же в его дневнике появляются записи о начале работы над «Рубкой леса». Одновременно он продолжает писать «Отрочество».
В середине июля Толстой едет в Пятигорск, где в тот момент находились его брат Николай и сестра Мария. В Пятигорске произошёл случай, описанный им позднее в рассказе «Булька и волк», когда волк ночью забежал во двор дома, где жил Толстой. В конце июля — начале августа Лев Николаевич едет в Ессентуки, а оттуда в Железноводск и Кисловодск, посещает Шотландку (немецкую колонию близ Железноводска). В конце августа в Пятигорске он знакомится с петрашевцем Николаем Кашкиным. В сентябре он задумывает рассказ «Записки маркера». Этот замысел он за несколько дней воплотил в жизнь и отослал рукопись в «Современник».
6 октября Толстой подал князю Михаилу Горчакову, командовавшему в тот момент русскими войсками в Молдавии и Валахии, записку с просьбой перевести его в действующую армию. В течение октября писатель охотился, ездил в гости к своим знакомым и принимал их у себя, читал. Одни из прочитанных им в этот период книг — записка капитана Головина о своём пребывании в японском плену. Тогда же им записан рассказ Епишки о гибели генералов Лисаневича и Грекова от руки Учар-Хаджи.
В начале ноября Толстой ездил в Хасавюрт. По дороге подвергся нападению горцев. 8 числа вернулся в Старогладовскую. Он продолжает работать над «Отрочеством», охотится, записывает рассказы местных жителей о жизни казаков и горцев, местные суеверия, обычаи, слова из лексикона горцев и казацких говоров, читает «Историю государства Российского» Николая Карамзина. В письме брату С. Н. Толстому он жалуется, что ему надоели «глупые офицеры и глупые разговоры» и просит прислать роман «Дэвид Копперфильд» Чарльза Диккенса в оригинале.
В декабре Толстой долго колебался в выборе сюжета для следующего своего произведения: «Дневник кавказского офицера» (впоследствии «Рубка леса»), «Казачья поэма» («Казаки»), «Венгерка» (замысел не ясен), «Пропащий человек» («Разжалованный»). В результате начал работать над «Записками фейерверкера». Он охотился, читал Карамзина, начал читать «Русскую историю» Николая Устрялова. В это время у него окончательно сформировался замысел «Романа русского помещика», к реализации которого он приступил. Тогда же у него возникла идея издания журнала, пропагандирующего морально полезные сочинения.

### 1854 год
В январе в дневнике появляются записи составленных Толстым для себя правил. Тогда же он начинает вести так называемый «Франклиновский журнал», в котором отмечает исполнение или неисполнение этих правил. Толстой изучает материалы Даргинского похода русской армии, который завершился для неё неудачно. Впоследствии эти материалы он использовал в своих произведениях «Набег», «Рубка леса», «Хаджи-Мурат». В записях встречается упоминание солдата Жданова, раздающего сослуживцам деньги и рубашки. Впоследствии Жданов был изображён в «Рубке леса» под своей фамилией. 8 января Толстой произведён в прапорщики. Вскоре он узнаёт о своём переводе в действующую армию и сдаёт экзамен на производство в офицеры.
19 января Толстой оставляет Чечню и выезжает на родину. 2 февраля он прибывает в Ясную Поляну.

## Влияние Кавказа на творчество Толстого
В Чечне Толстой сложился как писатель, здесь же произошло становление его творческого метода. Дневник Толстого не даёт ответа на вопрос о причинах, побудивших будущего классика русской литературы приехать на Кавказ. Ответ даётся в черновой редакции главы «Казаков», посвящённой предыстории Оленина и не вошедшей в окончательный вариант повести. Эта предыстория тщательно детализирована и носит явно выраженный автобиографический характер. Толстой отказался включить её в повесть, так как она, по его мнению, подробно раскрывала читателю детали, о которых читатель должен был догадаться сам:
С 18-ти лет ещё только студентом Оленин был свободен, так свободен, как только бывали свободны русские люди. В 18 лет у него не было ни семьи, ни веры, ни отечества, ни нужды, ни обязанностей, был только смелый ум, с восторгом разрывающий все с пелен надетые на него оковы, горячее сердце, просившееся любить, и непреодолимое желание жить, действовать, идти вперёд, вдруг идти вперёд по всем путям открывающейся жизни.
Первоначально никаких определённых целей у Толстого не было. Как свидетельствуют его дневниковые записи, он и сам не понимал, зачем он приехал на Кавказ. Подобно Оленину, Толстой
… говорил себе, что ехал потому, чтобы быть одному, чтобы испытать нужду, испытать себя в нужде, испытать опасность, испытать себя в опасности, чтобы искупить трудом и лишеньями свои ошибки, чтобы вырваться из старой колеи, начать всё снова, и свою жизнь, и своё счастье.
Пребывание на Кавказе позволило сложиться самобытному свободному стилю писателя, сформировавшемуся без оглядки на авторитеты, шаблоны и стереотипы. Постепенно и сам Толстой приходит к пониманию правильности своего решения приехать на Кавказ. В одном из своих писем в 1852 году он пишет:
Моя мысль, непродуманное моё решение ехать на Кавказ были внушены мне свыше. Мной руководила рука божья — и я горячо благодарю его, — я чувствую, что здесь я стал лучше… я твёрдо уверен, что чтобы здесь ни случилось со мной, всё мне на благо, потому что на то воля божья.
Позже в своём дневнике Толстой называет кавказский период «мучительным и хорошим временем», отмечая, что никогда, ни прежде, ни после, не доходил до такой высоты мысли.
«И все, что я нашёл тогда, навсегда останется моим убеждением», — писал он впоследствии.

## Память
В 1977 году село Старый Юрт указом Президиума Верховного Совета СССР было переименовано в Толстой-Юрт. В 1980 году в станице Старогладовской, где он некоторое время проживал, был открыт Литературно-этнографический музей Л. Н. Толстого.
Кавказский этап жизни и творчества классика русской литературы тщательно исследуется несколькими поколениями толстоведов. Этому этапу были посвящены многие научные конференции и монографии, в частности, книги Б. С. и В. Б. Виноградовых «Л. Н. Толстой и Чечено-Ингушетия» (1989), А. Опульского «Л. Н. Толстой на Кавказе» (1960), Б. С. Виноградова «Кавказ в творчестве Л. Н. Толстого» (1959), А. П. Сергеенко «„Хаджи-Мурат“ Льва Толстого. История создания повести» и другие. Одним из исследователей этого периода творчества Толстого был писатель, поэт, краевед и литературный критик Азим Юсупов, опубликовавший целый ряд статей на эту тему. Юсуповым также был организован в Толстой-Юрте музей памяти писателя.
На южном склоне Терского хребра есть скала-останец с текстом: «Здесь у этой скалы с 1851 по 1854 годы со своим другом Садо Мисербиевым бывал Л. Н. Толстой».
В Московском государственном музее имени Толстого хранится шашка, подаренная ему его другом Садо Мисарбиевым.

### Книги
- Виноградов Б. С., Виноградов В. Б. Л. Н. Толстой и Чечено-Ингушетия. — Грозный: ЧИКИ, 1989. — 176 с. — ISBN 5-7666-0172-7.
- Итаев В. (составитель). Л. Н. Толстой в Чечено-Ингушетии : сборник статей. К 150-летию со дня рождения Л. Н. Толстого. — Грозный: ЧИКИ, 1978. — 2000 экз.
- Опульский А. Л. Н. Толстой на Кавказе. — Орджоникидзе, 1960. — 120 с.
- Виноградов Б. С. Кавказ в творчестве Л. Н. Толстого. — Грозный: ЧИКИ, 1959. — 5000 экз.
- Л. Н. Толстой и Чечня: история и современность : Материалы всероссийской научно-практической конференции (к 180-летию Л. Н. Толстого) / Асталов В. А. (главный редактор), Магамадов С. С. (ответственный редактор). — Грозный: Изд-во АН ЧР, 2009. — 158 с. — 500 экз. — ISBN 978-5-91857-002-9.
- Л. Н. Толстой и шейх Кунта-Хаджи Кишиев: проблемы мира и гуманизма : Материалы республиканской научно-практической конференции (к 175-летию со дня рождения Л. Н. Толстого). — Тула: Издательский дом «Ясная Поляна», 2006. — 500 экз.
- Толстовские чтения : тезисы докладов региональной научной конференции. — Грозный: ЧИГУ им. Л. Н. Толстого, 1991.
- Сергеенко А. П. «Хаджи-Мурат» Льва Толстого. История создания повести / Ковалёв В. А. (общая редакция). — М.: Современник, 1983. — 339 с. — 25 000 экз.
- Виноградов Б. С., Демчук В. А. Лев Толстой и Кавказ (указатель литературы). — Грозный: ЧИКИ, 1978. — 56 с. — 1000 экз.
- Л. Н. Толстой и Чечено-Ингушетия: сборник статей / Яблокова Г. И. (редактор). — Грозный: ЧИКИ, 1978. — 2000 экз.

### Статьи
- Юсупов Азим. Тайна наскальной надписи : [Толстой и его кунаки-чеченцы] — Элиста, 2004. — 256 с.
- Юсупов Азим. Почему мне дорог Толстой // Л. Н. Толстой и Чечня: история и современность. — Грозный, 2009.
- Юсупов Азим. Садо Мисербиев и Лев Толстой, или рассказ о том, как чеченец Садо помог Толстому сохранить жизнь и не лишиться Ясной Поляны // Л. Толстой и шейх Кунта-Хаджи Кишиев: проблемы мира и гуманизма. — Тула, 2006.
- Юсупов Азим. Деган доттагIий = Сердечные друзья : [к 150-летию Л. Н. Толстого] // Ленинан некъ. — 1978. — 10 марта.
- Юсупов Азим. Лийр доцу васт = Бессмертный образ : [о пребывании правнуков Л. Н. Толстого в Чечено-Ингушетии] // Ленинан некъ. — 1978. — 5 ноября.
- Юсупов Азим. Толстой вухавирзина юьрта = Толстой вернулся в село // Ленинан некъ. — 1983. — 31 июля.
- Юсупов Азим. Хьешан бIов = Башня гостя : [К 160-летию Л. Толстого] // Коммунизман байракх. — 1988. — 8 сентября.
- Юсупов Азим. Хьеший: Л. Н. Толстойна = Гости: Л. Н. Толстому : [отрывок из повести] // Орга. — 1978. — № 2. — С. 12-15.
- Юсупов Азим. Где память о Толстом жива… : [статья внештатного директора музея им. Л. Н. Толстого с. Толстой-Юрт] // Комсомольское племя. — 1985. — 16 февр.
- Юсупов Азим. Горжусь тобой, мое село : [о дружбе Л. Н. Толстого с кунаками из с. Старый-Юрт (Толстой-Юрт)] // Грозненский рабочий. — 1988. — 9 сент.
- Юсупов Азим. Село имени писателя : [о селе Старый-Юрт, переименованном в 1959 году в Толстой-Юрт в честь Л. Н. Толстого, который жил здесь, о его друге Садо Мисербиеве, о работе школьного музея имени писателя] // Грозненский рабочий. — 1986. — 19 июля.
- Юсупов Азим. Село мое, Толстой-Юрт : [интернационализм, проявленный толстой-юртовцами с 1851 года, когда ещё Л. Н. Толстой бывал в этом крае] // Грозненский рабочий. — 1985. — 21 авг.
- Юсупов Азим. Хранили память кунаки : [о кунаках Л. Толстого, проживавших в с. Старый-Юрт] // Комсомольское племя. — 1988. — 23 июля.
- Насонов Г. На селе совсем не скучно : [Горский музей Л. Н. Толстого, созданный в с. Толстой-Юрт Грозненского района учителем А. Юсуповым] // Грозненский рабочий. — 1981. — 21 апр.